# ساختمان کلاه‌فرنگی
ساختمان کلاه‌فرنگی نام یک کتاب ادبی است که توسط پرل باک، نویسندهٔ اهل ایالات متحده آمریکا نوشته شده‌است. این کتاب یکی از آثار مشهور ادبی جهان است.